# Мітіке

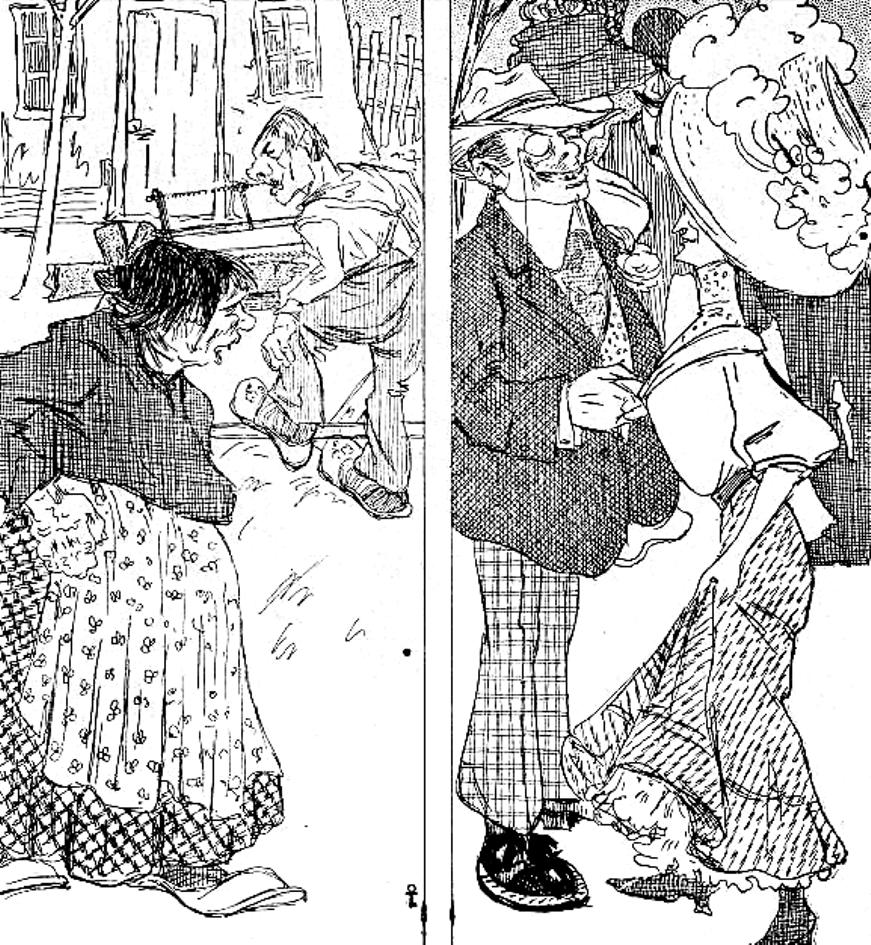
«Реальний Мітіке» в малюнках Іона Теодореску-Сіона 1909 року: його покинутий будинок і його модний спосіб життя

Мітіке (рум. Mitică) — вигаданий персонаж, який з'являється в декількох скетчах румунського письменника Йона Луки Караджале. Ім'я персонажа є зменшувально-пестливою формою імені Думітру або Димітріє (румунський варіант імені Дмитро). Він є одним з найвідоміших персонажів у збірнику Караджале 1901 року Momente și schițe, а також у румунській гумористичній літературі в цілому. Мітіке — чоловік, житель Бухареста, чия передісторія і статус не завжди зрозумілі. Як правило він розглядається як алегорія середнього бухарестця або розширено — жителів південних регіонів Румунії — Валахії і Мунтенії. Вважається, що його прообразом став житель міста Синая, з яким Караджале товаришував.
Караджале використовував Мітіке як стереотипного персонажа в сатиричних контекстах; автор наводив мало відомостей про його біографію, і вони часто суперечливі. Серед характерних рис Мітіке — схильність до саркастичних відповідей і яскравих повчальних фраз, францизована мова, а також схильність витрачати час і легко знаходити вихід з проблемних ситуацій. У своїх жартах він періодично згадує різні події з історії Бухареста. Поряд з Лаче і Маче, які присутні в белетристиці Караджале, персонаж зазвичай зображується як державний службовець, який ледве зводить кінці з кінцями, але проте подобається оточенню.
Завдяки своєму карикатурному образу, Мітіке продовжив своє життя і за межами творів Караджале. Персонаж був зіграний кількома акторами, зокрема Штефан Іордаке у фільмі Чому дзвонять дзвони, Мітіке?  (1981). В сучасній Румунії його ім'я перетворилося на загальне і часто використовується у множині у формі Мітічі.
Під час і після 1990-х років термін "Мітіке" ("Мітічі") з'явився в полеміці навколо централізму Румунії та альтернативних проектів регіональної автономії Трансільванії. У цьому контексті він був використаний щодо адміністрації Бухареста або Старого Королівства. Паралельно цей термін був адаптований до стереотипу сучасних бухарестців і жителів інших регіонів Південних Карпат, які часто зображаються як приналежні до Балкан, на відміну від центральноєвропейських традицій Трансільванії. Відповідно до цих визначень, Мітіке і Мітічі були зображені в есе, написаному трансільванським активістом Сабіном Германом.